# Lidköping
Lidköping est une ville de Suède, chef-lieu de la commune de Lidköping dans le comté de Västra Götaland. 24 389 personnes y vivent.

## Personnalités liées à la commune
- Samuel Brolin (2000-), footballeur né à Lidköping.
- Gustaf Norlin (1997-), footballeur né à Lidköping.
- Rasmus Dahlin (2000-), hockeyeur sur glace

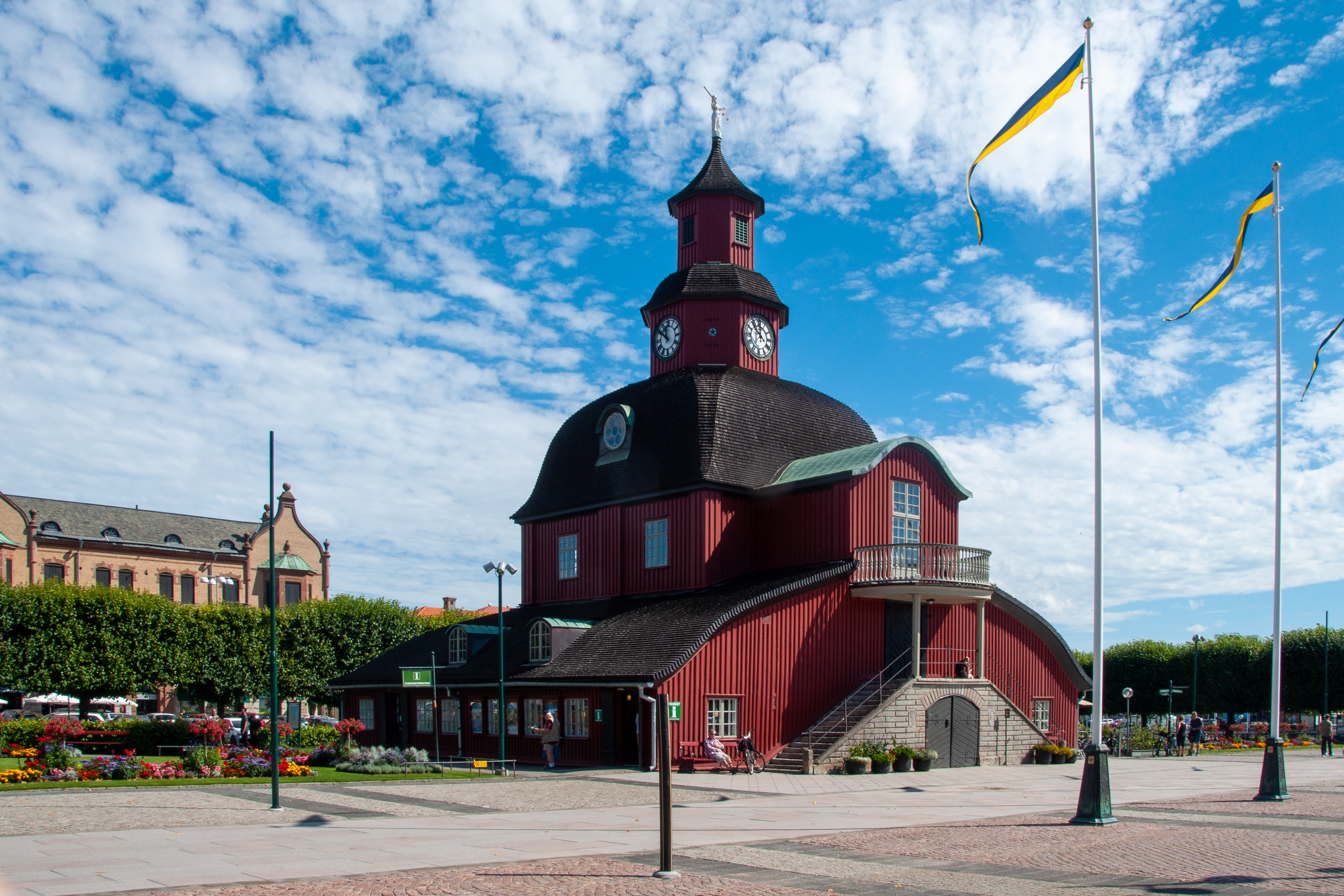
La mairie.